# Португальський тротуар
Португальський тротуар (порт. calçada portuguesa) — тротуар, виконаний у традиційному стилі та використовуваний для багатьох пішохідних зон у Португалії та її колишніх колоніях. Складається з невеликих плоских шматків каменів, розташованих у вигляді малюнка або зображення, як мозаїка. Його також можна знайти в Олівенсі і у всіх старих португальських колоніях, таких, як Бразилія, Макао, Мозамбік та ін. Португальських робітників (порт. Calceteiros) наймали для створення таких тротуарів у таких місцях, як Гібралтар.
Вперше подібний тротуар з'явився в Лісабоні в 1846 з ініціативи керуючого замку Святого Георгія, генерал-лейтенанта Еусебіу Піньєїру Фуртаду. На одній із площ замку з'являються зигзагоподібні візерунки з білого та сірого вапняку.

## Галерея

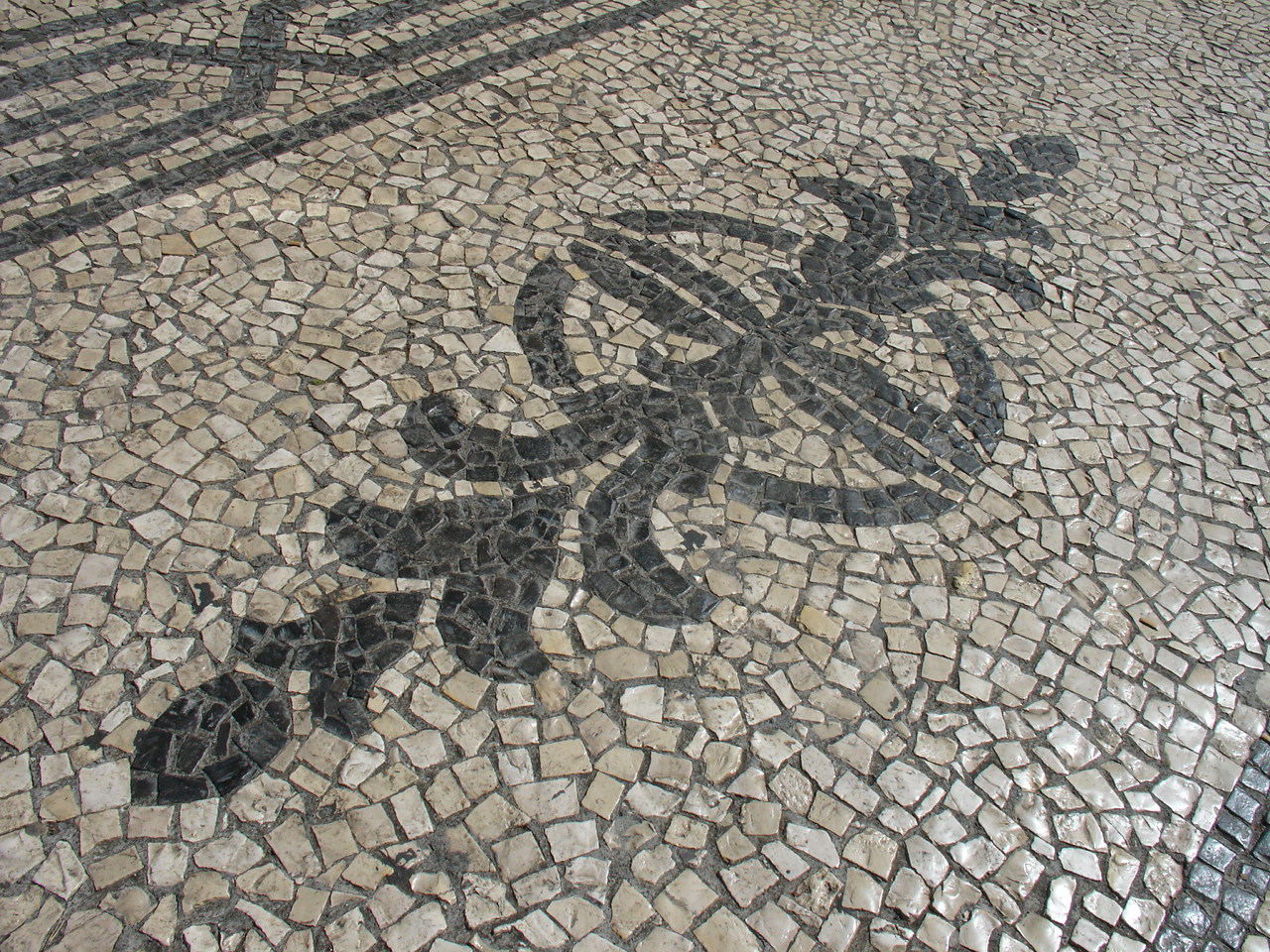
Лісабон
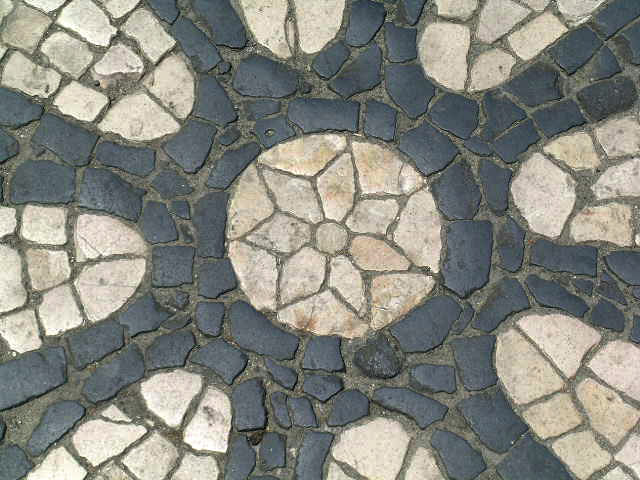
Лісабон
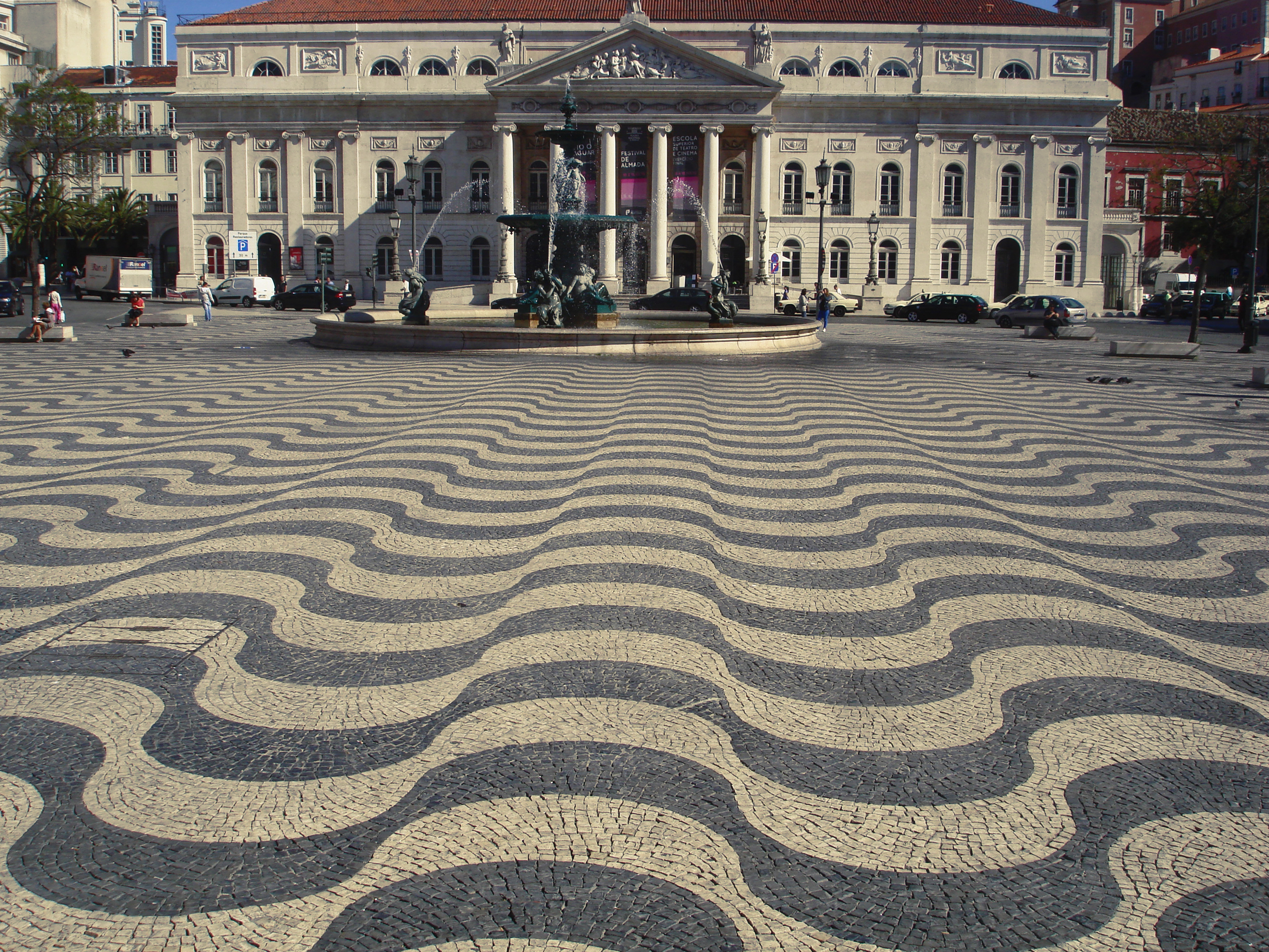
Площа Россіо, Лісабон
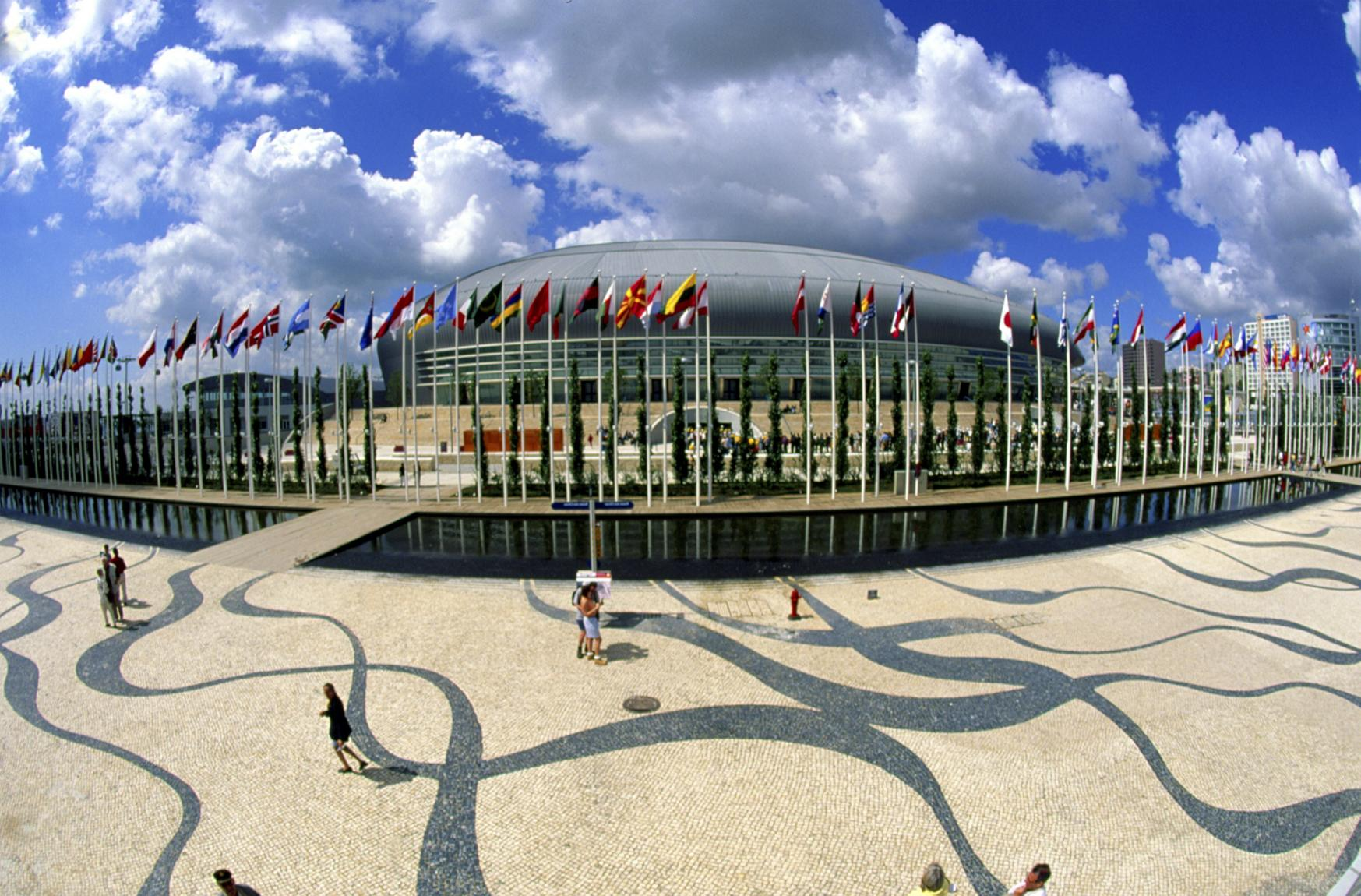
Parque das Nações, Лісабон
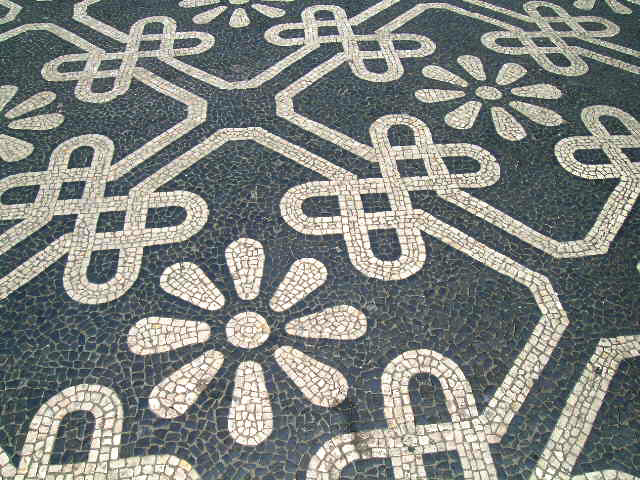
Praça de Camões, Лісабон
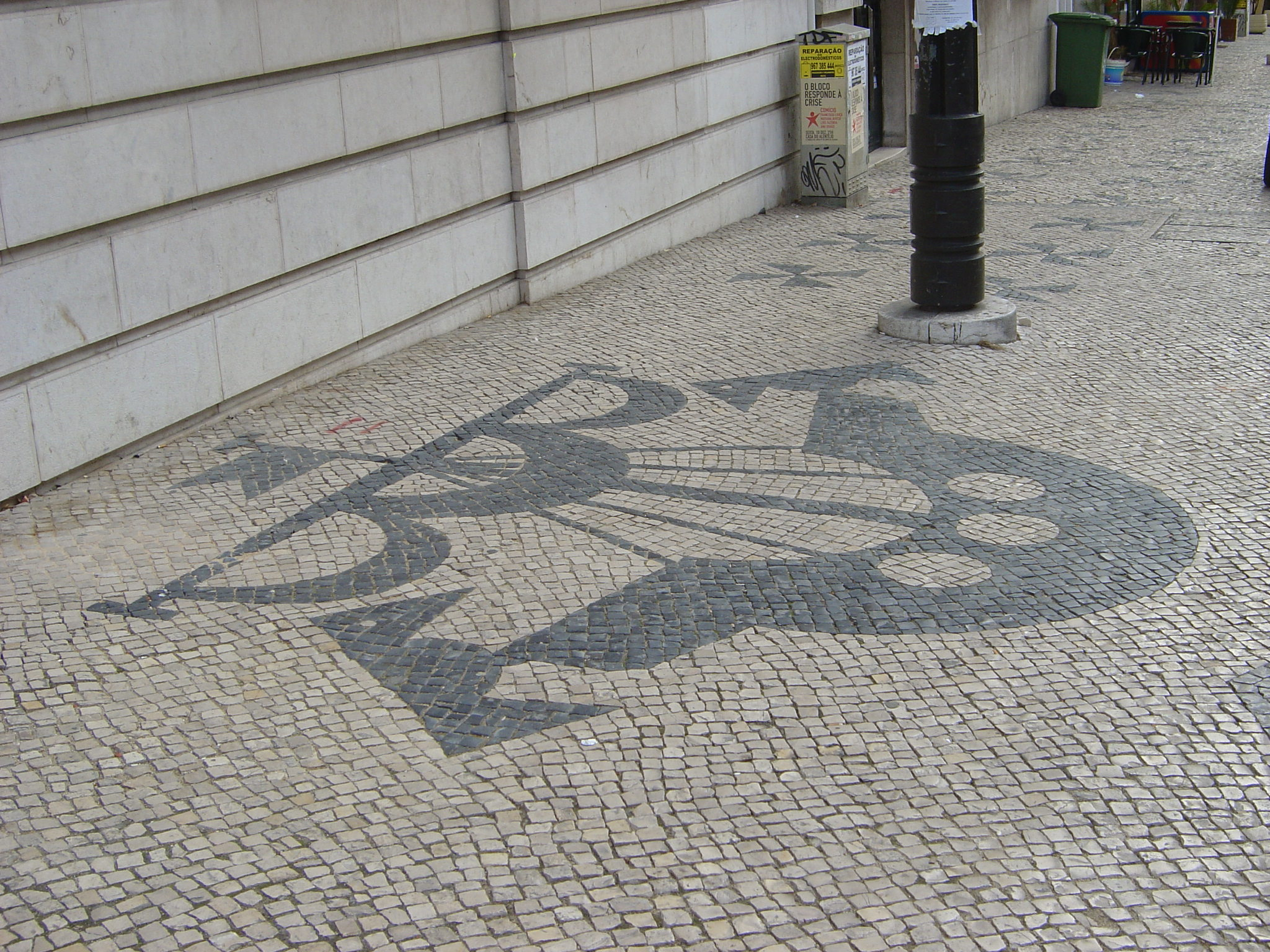
Лісабон
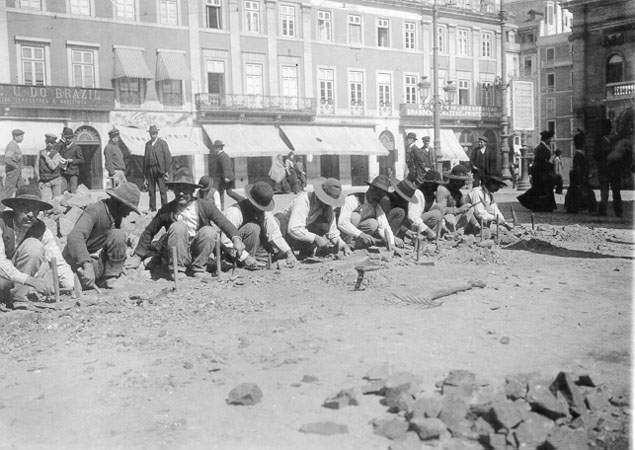
Будівництво португальського тротуару в Лісабоні (1907)
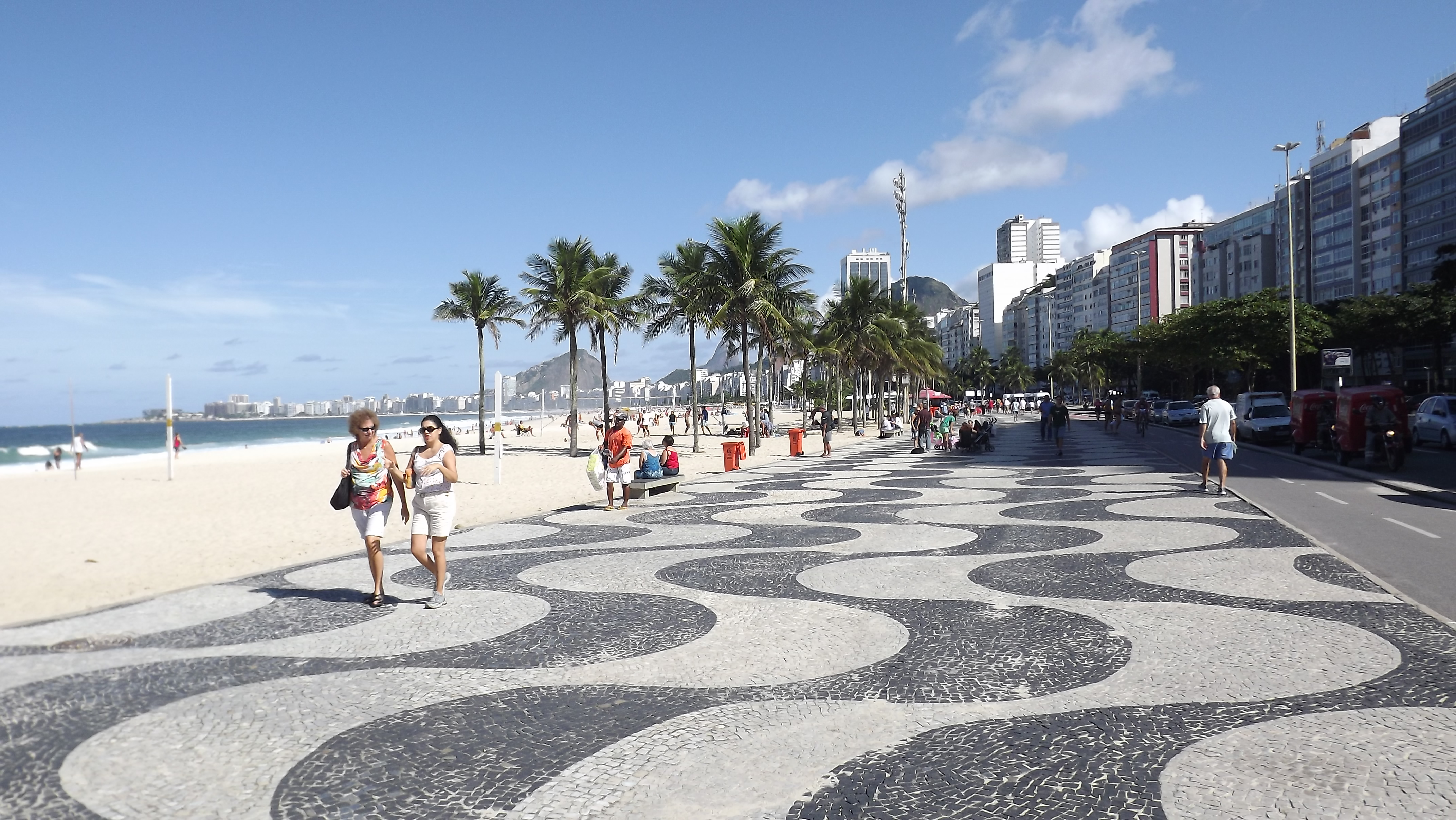
Копакабана,Ріо-де-Жанейро
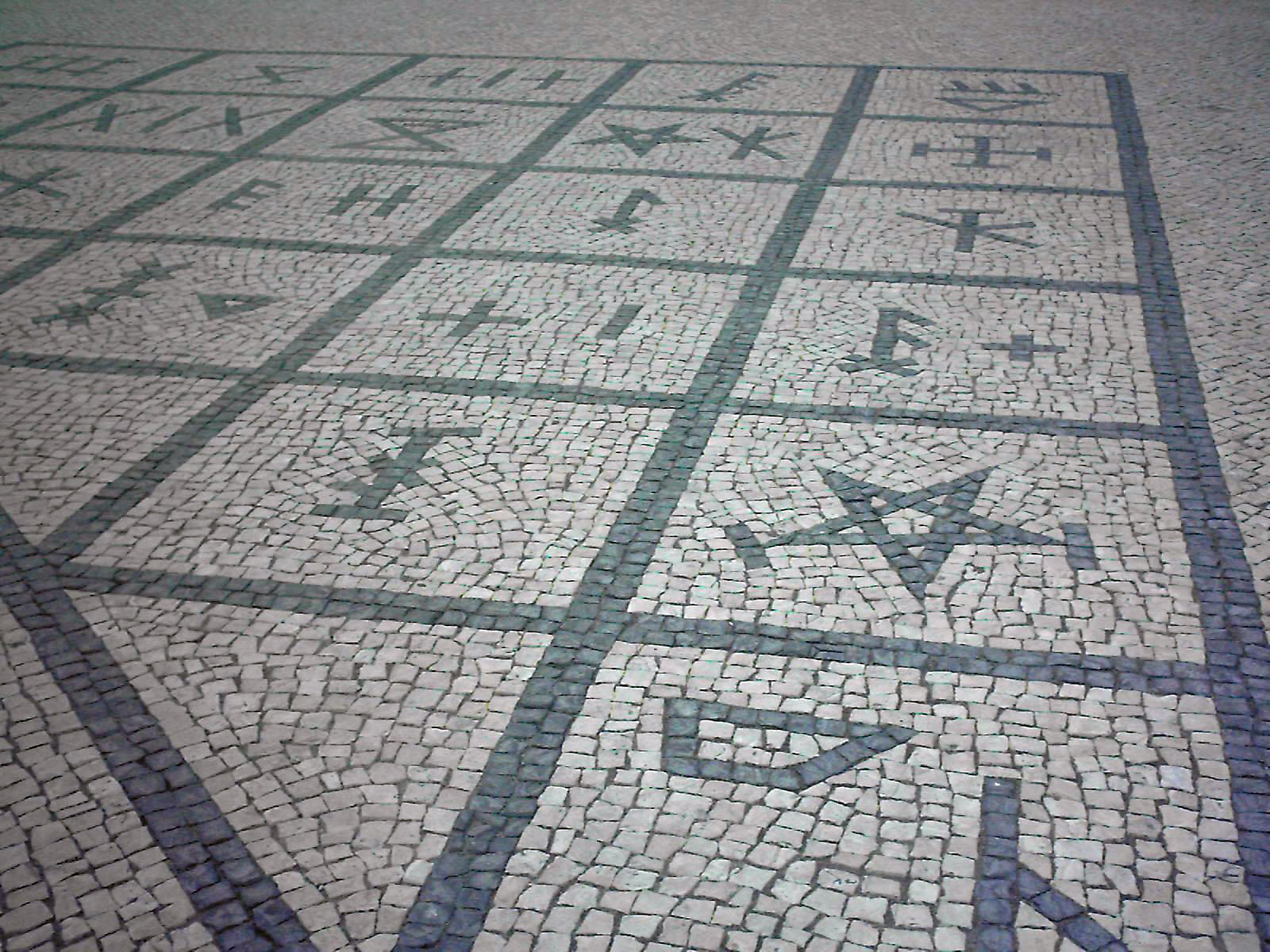
Praça do Almada,Повуа-де-Варзін
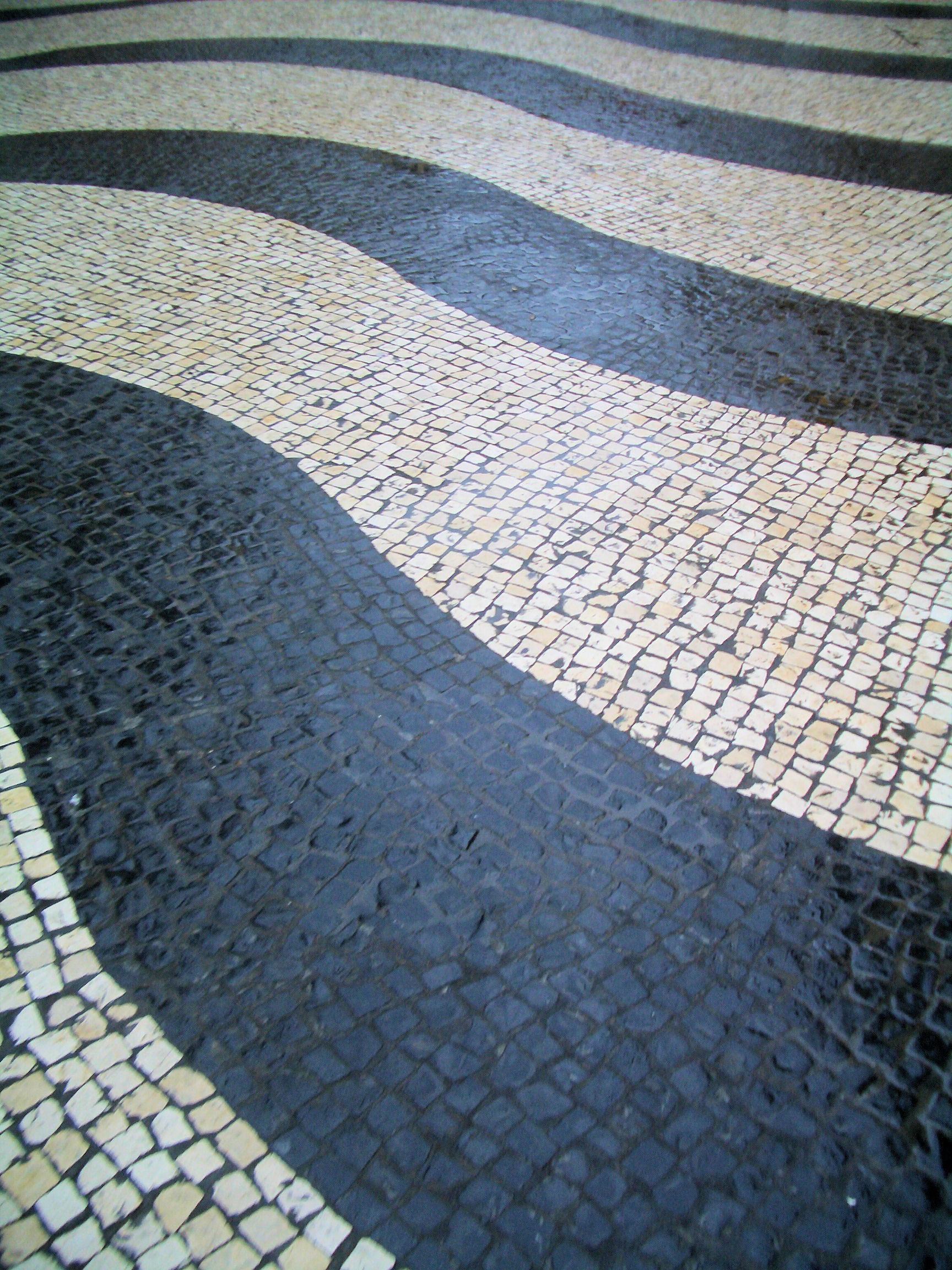
Макао
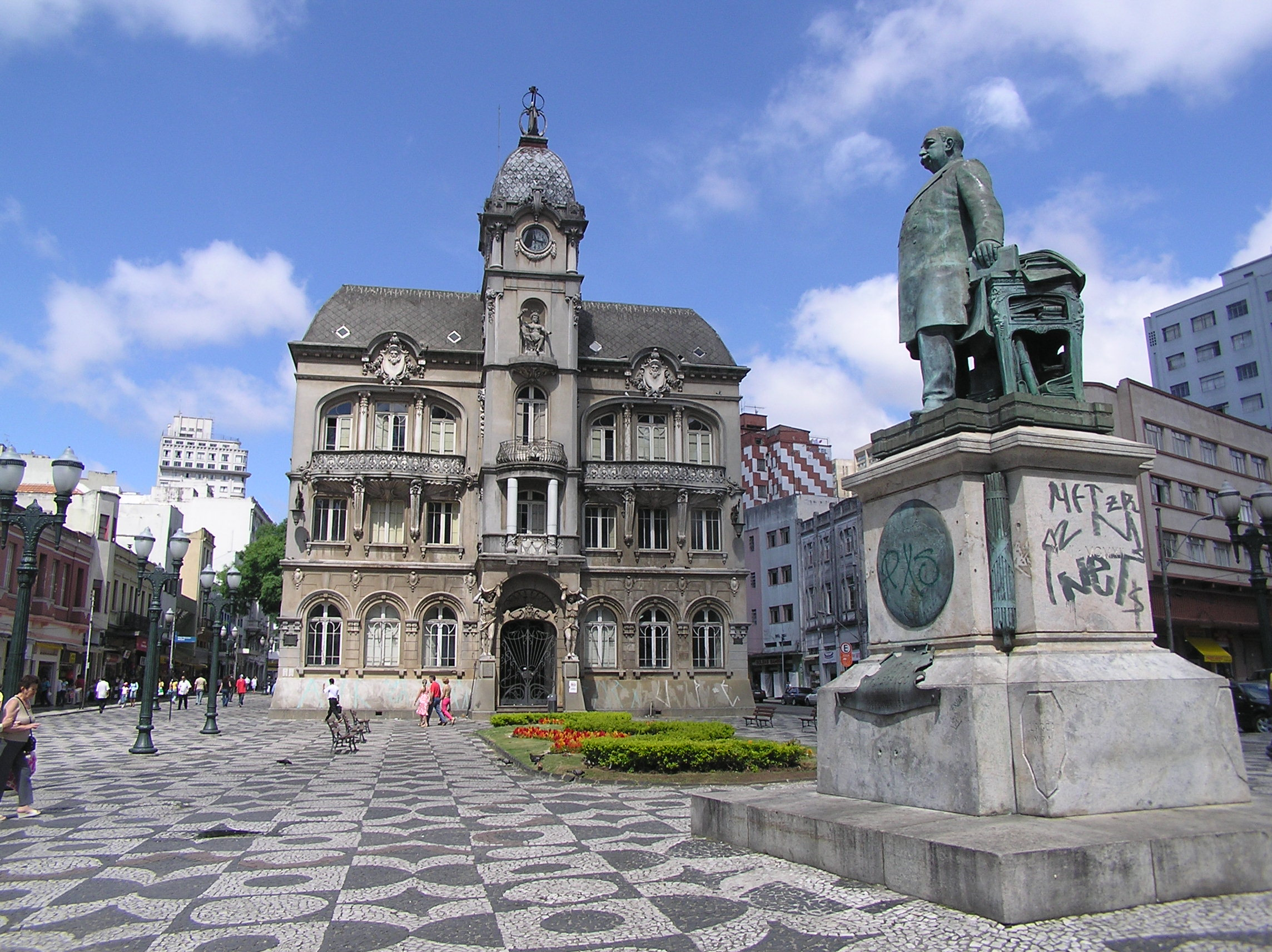
Куритиба, Бразилія
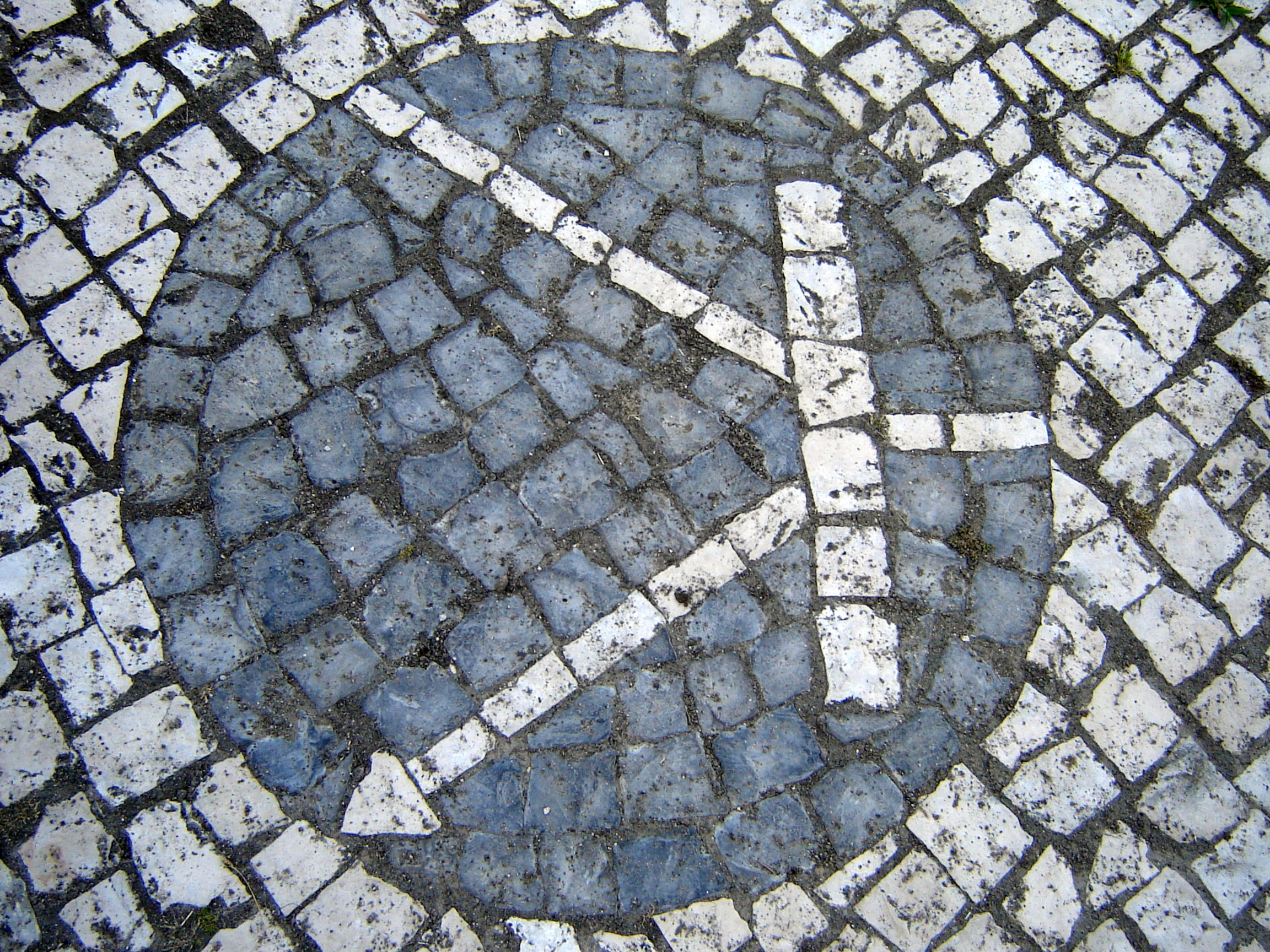
Символ транзистора в університеті Авейру
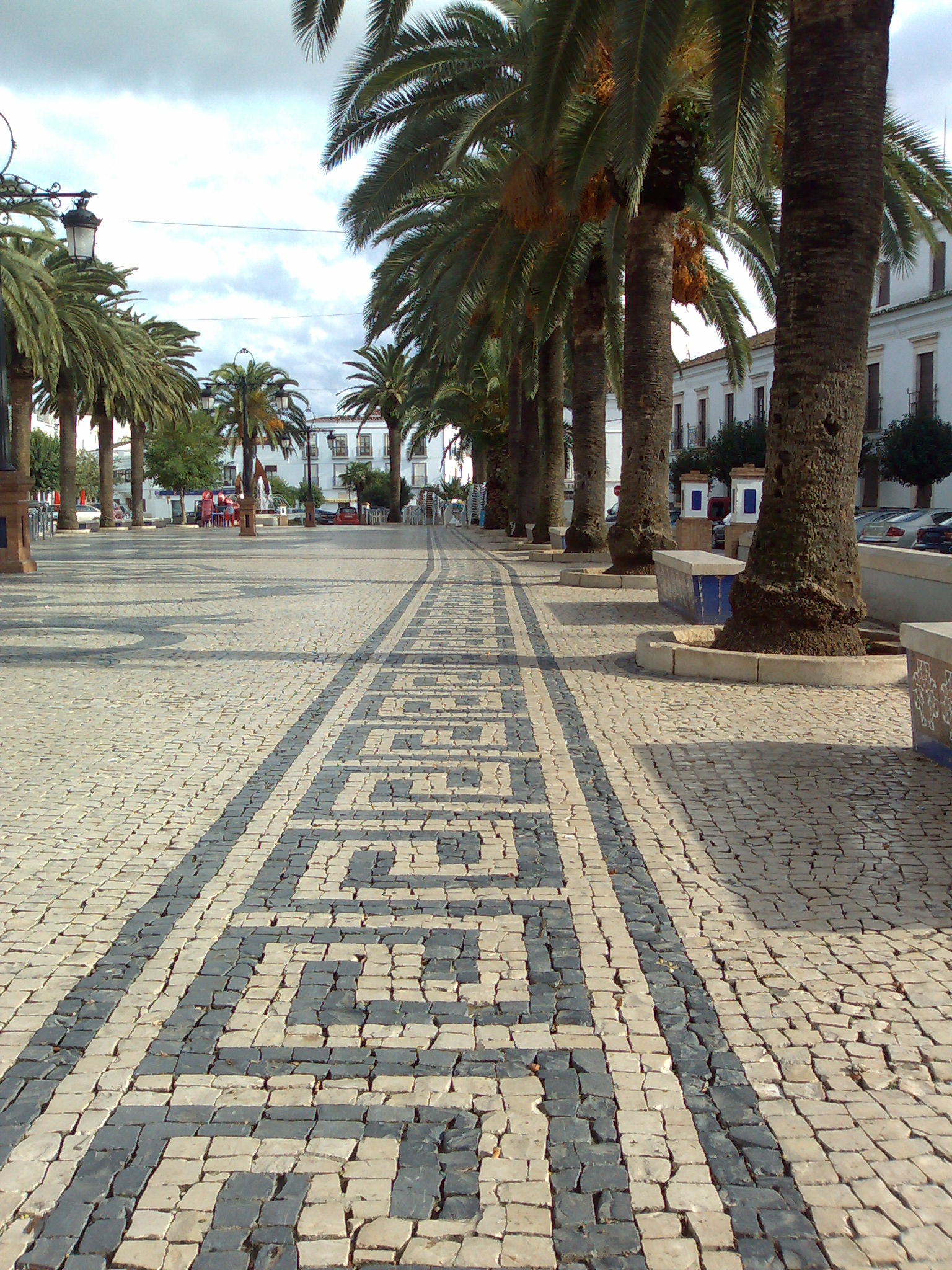
Plaza de España, Олівенса
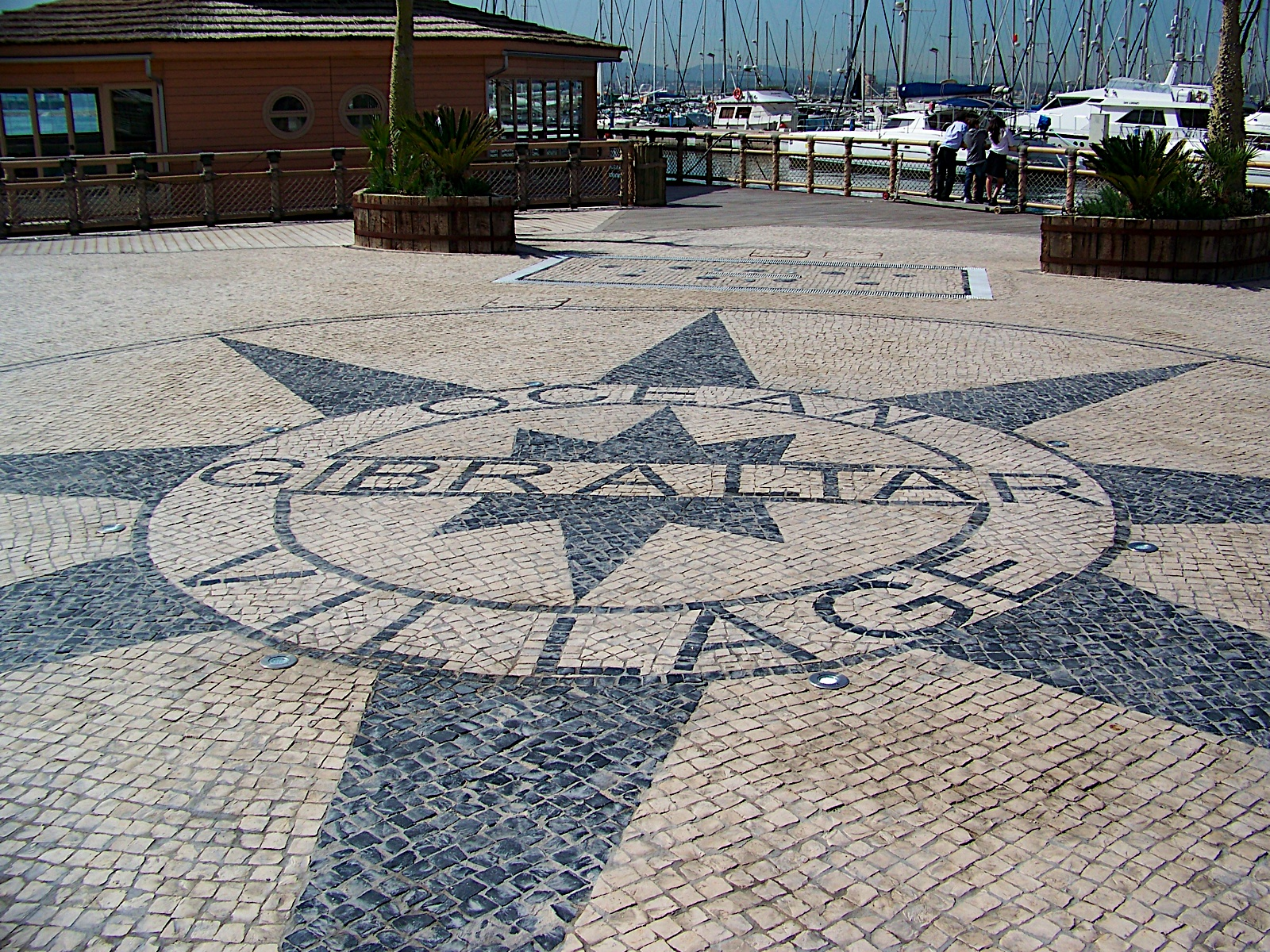
Ocean Village, Гібралтар